# I Ain't from Chicago
I Ain't From Chicago — студійний альбом американського блюзового музиканта Джиммі Ріда, що вийшов 1973 року на лейблі BluesWay.

## Опис
Цей альбом Джиммі Ріда вийшов 1973 року на лейблі BluesWay. Сесія звукозапису відбулась 17, 20 і 24 червня 1969 року на студії RCA Studios в Чикаго, Іллінойс разом з невідомим складом музикантів. Продюсером альбому виступив Ел Сміт, який працював разом з Рідом ще на лейблі Vee-Jay до його закриття. 
Альбом включає 11 пісень і складається переважно з нового матеріалу, однак Рід для цього альбому перезаписав свій старий хіт 1959 року «Take Out Some Insurance».

## Список композицій
1. «World's Got a Problem» (Ел Сміт) — 3:10
2. «I Don't Know (Part 1)» (Ел Сміт, Джиммі Рід, Мері Лі Рід) — 2:30
3. «I Don't Know (Part 2)» (Ел Сміт, Джиммі Рід, Мері Лі Рід)) — 1:55
4. «Got to Be a Reason» (Джиммі Рід) — 2:55
5. «Take Out Some Insurance» (Джиммі Рід) — 2:31
6. «I Don't Believe In Nothing» (Д. Сендерс) — 3:00
7. «If You Want It Done Right» (Джонні Мей Дансон) — 2:57
8. «Life Won't Last Me Long» (Джонні Мей Дансон) — 2:45
9. «Turn Me On» (Д. Сендерс) — 3:30
10. «Got Me Worried» (Д. Сендерс) — 3:30
11. «I Ain't From Chicago» (Джиммі Рід, Ел Сміт) — 3:15

## Учасники запису
- Джиммі Рід — вокал, губна гармоніка, гітара

Технічний персонал
- Ел Сміт — продюсер
- Філ Мелнік — фотографія обкладинки
- Рік Фіттс — фотографії